# Голос народу (Пустомити)
Го́лос наро́ду — громадсько-політична газета Пустомитівщини, тижневик. Реєстраційний номер ТР 085. Виходить з 8 липня 1990 року один раз на тиждень українською мовою. Наклад 2070 примірників (станом на лютий 2020 року).

## Історія
Заснована 1964 року під назвою «Ленінський прапор» як друкований орган Пустомитівського РК КПУ та Пустомитівського райвиконкому. Сучасна назва — «Голос народу» — від липня 1990 року.